# Asienspiele 2014/Leichtathletik
Bei den Asienspielen 2014 in Incheon, Südkorea wurden vom 27. September bis 3. Oktober 2014 47 Wettbewerbe in der Leichtathletik ausgetragen, 23 für Damen und 24 für Herren.

## Männer

### 100 m
| Platz | Athlet            | Land | Zeit (s)    |
| ----- | ----------------- | ---- | ----------- |
| 1     | Femi Ogunode      | QAT  | 09,93 GR AR |
| 2     | Su Bingtian       | CHN  | 10,10       |
| 3     | Kei Takase        | JPN  | 10,15       |
| 4     | Zhang Peimeng     | CHN  | 10,18       |
| 5     | Reza Ghasemi      | IRI  | 10,25       |
| 6     | Ryōta Yamagata    | JPN  | 10,26       |
| 7     | Barakat al-Harthi | OMA  | 10,29       |
| 8     | Samuel Francis    | QAT  | 10,41       |

Finale: 28. September
Wind: +0,4 m/s

### 200 m
| Platz | Athlet                    | Land | Zeit (s) |
| ----- | ------------------------- | ---- | -------- |
| 1     | Femi Ogunode              | QAT  | 20,14 GR |
| 2     | Fahhad Mohammed al-Subaie | KSA  | 20,74 PB |
| 3     | Yeo Ho-sua                | KOR  | 20,82 PB |
| 4     | Shōta Iizuka              | JPN  | 20,87    |
| 5     | Shōta Hara                | JPN  | 20,89    |
| 6     | Mohammad Hossein Abareghi | IRI  | 21,07    |
| 7     | Barakat al-Harthi         | OMA  | 21,17    |
| 8     | Hassan Taftian            | IRI  | 21,24    |

Finale: 1. Oktober
Wind: +0,3 m/s

### 400 m
| Platz | Athlet          | Land | Zeit (s) |
| ----- | --------------- | ---- | -------- |
| 1     | Youssef Masrahi | KSA  | 44,46 GR |
| 2     | Abubakar Abbas  | BHR  | 45,62    |
| 3     | Arokia Rajiv    | IND  | 45,92 PB |
| 4     | Yūzō Kanemaru   | JPN  | 46,04    |
| 5     | Nobuya Katō     | JPN  | 46,13    |
| 6     | Park Tae-geon   | KOR  | 46,19    |
| 7     | Kunhu Muhammed  | IND  | 46,53    |
| 8     | Seong Hyeok-je  | KOR  | 46,74    |

Finale: 28. September

### 800 m
| Platz | Athlet                   | Land | Zeit (min) |
| ----- | ------------------------ | ---- | ---------- |
| 1     | Adnan Taess Akkar        | IRQ  | 1:47,48 SB |
| 2     | Teng Haining             | CHN  | 1:47,81    |
| 3     | Jamal Hairane            | QAT  | 1:48,25 SB |
| 4     | Sajeesh Joseph           | IND  | 1:49,59    |
|       | Yusuf Saad Kamel         | BHR  | DNF        |
|       | Musaeb Abdulrahman Balla | QAT  | DSQ        |
|       | Abdulaziz Ladan Mohammed | KSA  | DSQ        |
|       | Abraham Rotich           | BHR  | DSQ        |

Finale: 1. Oktober

### 1500 m
| Platz | Athlet                  | Land | Zeit (min) |
| ----- | ----------------------- | ---- | ---------- |
| 1     | Mohamad al-Garni        | QAT  | 3:40,23    |
| 2     | Rashid Ramzi            | BHR  | 3:40,95    |
| 3     | Adnan Taess Akkar       | IRQ  | 3:42,50 NR |
| 4     | Benson Kiplagat Seurei  | BHR  | 3:44,20    |
| 5     | Abdullah Obaid al-Salhi | KSA  | 3:48,50    |
| 6     | Wesam al-Massri         | KUW  | 3:48,97    |
| 7     | Kim Yong-gu             | KOR  | 3:50,33    |
| 8     | Dương Văn Thái          | VIE  | 3:50,50 PB |

Finale: 29. September

### 5000 m
| Platz | Athlet              | Land | Zeit (min)  |
| ----- | ------------------- | ---- | ----------- |
| 1     | Mohamad al-Garni    | QAT  | 13:26,13 GR |
| 2     | Alemu Bekele        | BHR  | 13:27,98 SB |
| 3     | Albert Kibichii Rop | BHR  | 13:28,08    |
| 4     | Abubaker Ali Kamal  | QAT  | 13:28,59    |
| 5     | Kōta Murayama       | JPN  | 13:34,57 PB |
| 6     | Yūki Satō           | JPN  | 13:34,97 SB |
| 7     | Kheta Ram           | IND  | 13:37,40 PB |
| 8     | Tariq Ahmed al-Amri | KSA  | 13:38,40    |

27. September

### 10.000 m
| Platz | Athlet               | Land | Zeit (min)  |
| ----- | -------------------- | ---- | ----------- |
| 1     | El Hassan el-Abbassi | BHR  | 28:11,20    |
| 2     | Suguru Ōsako         | JPN  | 28:11,94 SB |
| 3     | Isaac Korir          | BHR  | 28:45,65    |
| 4     | Rahul Kumar Pal      | IND  | 28:52,36 PB |
| 5     | Suresh Kumar         | IND  | 28:58,22 PB |
| 6     | Baek Seung-ho        | KOR  | 29:33,15    |
| 7     | Kim Min              | KOR  | 29:38,77 SB |
| 8     | Tariq Ahmed al-Amri  | KSA  | 29:39,22    |

2. Oktober

### Marathon
| Platz | Athlet               | Land | Zeit (h)   |
| ----- | -------------------- | ---- | ---------- |
| 1     | Ali Hasan Mahboob    | BHR  | 2:12:38    |
| 2     | Kohei Matsumura      | JPN  | 2:12:39    |
| 3     | Yūki Kawauchi        | JPN  | 2:12:42    |
| 4     | Bat-Otschiryn Ser-Od | MNG  | 2:13:21    |
| 5     | Pak Song-chol        | PRK  | 2:14:34    |
| 6     | Anuradha Cooray      | SRI  | 2:15:51 PB |
| 7     | Ri Yong-ho           | PRK  | 2:20:06    |
| 8     | Su Guoxiong          | CHN  | 2:20:11    |

3. Oktober

### 20 km Gehen
| Platz | Athlet               | Land | Zeit (h)   |
| ----- | -------------------- | ---- | ---------- |
| 1     | Wang Zhen            | CHN  | 1:19:45 GR |
| 2     | Yūsuke Suzuki        | JPN  | 1:20:44    |
| 3     | Kim Hyun-sub         | KOR  | 1:21:37    |
| 4     | Cai Zelin            | CHN  | 1:22:56    |
| 5     | Irfan Kolothum Thodi | IND  | 1:23:18    |
| 6     | Georgi Scheiko       | KAZ  | 1:23:45    |
| 7     | Eiki Takahashi       | JPN  | 1:24:04    |
|       | Ganapathi Krishnan   | IND  | DSQ        |
|       | Choe Byeong-kwang    | KOR  | DSQ        |

28. September

### 50 km Gehen
| Platz | Athlet               | Land | Zeit (h)   |
| ----- | -------------------- | ---- | ---------- |
| 1     | Takayuki Tanii       | JPN  | 3:40:19 GR |
| 2     | Park Chil-sung       | JPN  | 3:49:15 SB |
| 3     | Wang Zhendong        | CHN  | 3:50:52    |
| 4     | Sandeep Kumar        | IND  | 3:59:31    |
| 5     | Basanta Bahadur Rana | IND  | 4:07:06    |
| 6     | Zhang Lin            | CHN  | 4:08:05    |
|       | Yūki Yamazaki        | JPN  | DSQ        |

1. Oktober

### 110 m Hürden
| Platz | Athlet                  | Land | Zeit (s) |
| ----- | ----------------------- | ---- | -------- |
| 1     | Xie Wenjun              | CHN  | 13,36    |
| 2     | Kim Byoung-jun          | KOR  | 13,43 PB |
| 3     | Jamras Rittidet         | THA  | 13,61 NR |
| 4     | Genta Masuno            | JPN  | 13,66    |
| 5     | Jiang Fan               | CHN  | 13,68    |
| 6     | Siddhanth Thingalaya    | IND  | 13,73    |
| 7     | Yaqoub Mohamed al-Youha | KUW  | 13,83    |
|       | Abdulaziz al-Mandeel    | KUW  | DNF      |

Finale: 30. September
Wind: +0,4 m/s

### 400 m Hürden
| Platz | Athlet              | Land | Zeit (s) |
| ----- | ------------------- | ---- | -------- |
| 1     | Ali Khamis Khamis   | BHR  | 49,71    |
| 2     | Takayuki Kishimoto  | JPN  | 49,81    |
| 3     | Cheng Wen           | CHN  | 50,29    |
| 4     | Jasem Walied al-Mas | KUW  | 50,80    |
| 5     | Chen Chieh          | TPE  | 51,10    |
| 6     | Eric Cray           | PHI  | 51,47    |
| 7     | Yu Chia-hsuan       | TPE  | 51,84    |
|       | Jithin Paul         | IND  | DSQ      |

Finale: 1. Oktober

### 3000 m Hindernis
| Platz | Athlet              | Land | Zeit (min) |
| ----- | ------------------- | ---- | ---------- |
| 1     | Abubaker Ali Kamal  | QAT  | 8:28,72    |
| 2     | Tareq Mubarak Taher | BHR  | 8:39,62    |
| 3     | Jun Shinoto         | JPN  | 8:41,37    |
| 4     | Dejene Regassa      | BHR  | 8:43,69    |
| 5     | Wang Yashuan        | CHN  | 8:59,64    |
| 6     | Ali al-Amri         | KSA  | 9:04,87    |
| 7     | Kim Young-jin       | KOR  | 9:05,38    |
| 8     | Christopher Ulboc   | PHI  | 9:21,63    |

29. September
Dem ursprünglichen Bronzemedaillengewinner Naveen Kumar aus Indien, wurde seine Medaille im Nachhinein wegen eines Dopingverstoßes aberkannt.

### 4 × 100 m Staffel
| Platz | Land                | Athleten                                                                                            | Zeit (s)    |
| ----- | ------------------- | --------------------------------------------------------------------------------------------------- | ----------- |
| 1     | Volksrepublik China | Chen Shiwei Xie Zhenye Su Bingtian Zhang Peimeng Im Vorlauf: Yang Yang                              | 37,99 GR AR |
| 2     | Japan               | Ryōta Yamagata Shōta Iizuka Shinji Takahira Kei Takase Im Vorlauf: Shōta Hara                       | 38,49       |
| 3     | Hongkong            | Tang Yik Chun So Chun Hong Ng Ka Fung Tsui Chi Ho Im Vorlauf: Lai Chun Ho                           | 38,98 SB    |
| 4     | Thailand            | Ruttanapon Sowan Aphisit Promkaew Jirapong Meenapra Kritsada Namsuwan Im Vorlauf: Jaran Sathoengram | 39,08 SB    |
| 5     | Chinesisch Taipeh   | Yang Chun-han Liu Yuan-kai Wang Wen-tang Lo Yen-yao                                                 | 39,20 SB    |
| 6     | Singapur            | Calvin Kang Li Loong Gary Yeo Foo Ee Lee Cheng Wei Muhammad Elfi Mustapa                            | 39,47 SB    |
| 7     | Macau               | Pao Hin Fong Leong Wang Kuong Lao Iong Iong Kim Fai                                                 | 41,11 NR    |
|       | Südkorea            | Yeo Ho-sua Cho Kyu-won Oh Kyong-soo Kim Kuk-young                                                   | DSQ         |

Finale: 2. Oktober

### 4 × 400 m Staffel
| Platz | Land                | Athleten                                                                           | Zeit (min) |
| ----- | ------------------- | ---------------------------------------------------------------------------------- | ---------- |
| 1     | Japan               | Yūzō Kanemaru Kenji Fujimitsu Shōta Iizuka Nobuya Katō Im Vorlauf: Shinji Takahira | 3:01,88 SB |
| 2     | Südkorea            | Park Se-jung Park Tae-geon Seong Hyeo-kje Yeo Ho-sua                               | 3:04,03 NR |
| 3     | Saudi-Arabien       | Ismail al-Sabiani Ahmed al-Khayri Mohammed Ali al-Bishi Youssef Masrahi            | 3:04,03 SB |
| 4     | Indien              | Kunhu Muhammed Joseph Abraham Jithin Paul Arokia Rajiv                             | 3:04,61 SB |
| 5     | Volksrepublik China | Ou Shaowei Cheng Wen Zhang Huadong Zhu Chenbin                                     | 3:06,51    |
| 6     | Oman                | Salah al-Ajmi Othman al-Busaidi Mohamed Obaid al-Saadi Ahmed Mubarak Saleh         | 3:07,71 NR |
| 7     | Sri Lanka           | Udaya Weerasinghe Anjana Madushan Gunarathna Kasun Kankanamlage Danuska Gamage     | 3:08,11    |
| 8     | Kasachstan          | Dmitri Korobeinikow Igor Kondratjew Omirserik Bekenow Sergei Saikow                | 3:09,62    |

Finale: 2. Oktober

### Hochsprung
| Platz | Athlet                    | Land | Höhe (m) |
| ----- | ------------------------- | ---- | -------- |
| 1     | Mutaz Essa Barshim        | QAT  | 2,35 GR  |
| 2     | Zhang Guowei              | CHN  | 2,33     |
| 3     | Muamer Aissa Barsham      | QAT  | 2,25     |
| 4     | Wang Yui                  | CHN  | 2,25     |
| 5     | Naoto Tobe                | JPN  | 2,25     |
| 6     | Juri Dergatschew          | KAZ  | 2,20     |
| 6     | Majd Eddin Ghazal         | SYR  | 2,20     |
| 6     | Mohammadreza Vazifehdoost | IRI  | 2,20     |
| 6     | Yun Seung-hyun            | KOR  | 2,20     |

29. September

### Stabhochsprung
| Platz | Athlet                     | Land | Höche (m) |
| ----- | -------------------------- | ---- | --------- |
| 1     | Xue Changrui               | CHN  | 5,55      |
| 2     | Daichi Sawano              | JPN  | 5,55      |
| 3     | Jin Min-sub                | KOR  | 5,45      |
| 4     | Yang Yansheng              | CHN  | 5,45      |
| 5     | Nikita Filippow            | KAZ  | 5,25      |
| 6     | Muntadher Faleh Abdulwahid | IRQ  | 5,25 NR   |
| 7     | Hsieh Chia-Han             | TPE  | 5,10      |
| 8     | Iskandar Alwi              | MAS  | 5,10      |

28. September

### Weitsprung
| Platz | Athlet               | Land | Weite (m) |
| ----- | -------------------- | ---- | --------- |
| 1     | Li Jinzhe            | CHN  | 8,01      |
| 2     | Kim Deok-hyeon       | KOR  | 7,90 SB   |
| 3     | Gao Xinglong         | CHN  | 7,86      |
| 4     | Supanara Sukhasvasti | THA  | 7,81 SB   |
| 5     | Chan Ming Tai        | HKG  | 7,73 NR   |
| 6     | Mohammad Arzandeh    | IRI  | 7,56      |
| 7     | Nikita Loginov       | UZB  | 7,52 SB   |
| 8     | Konstantin Safronow  | KAZ  | 7,47      |

30. September

### Dreisprung
| Platz | Athlet                 | Land | Weite (m) |
| ----- | ---------------------- | ---- | --------- |
| 1     | Cao Shuo               | CHN  | 17,30 SB  |
| 2     | Dong Bin               | CHN  | 16,95 SB  |
| 3     | Kim Deok-hyeon         | KOR  | 16,93 SB  |
| 4     | Jewgeni Ektow          | KAZ  | 16,62 SB  |
| 5     | Arpinder Singh         | IND  | 16,41     |
| 6     | Muhammad Hakimi Ismail | MAS  | 16,29     |
| 7     | Ruslan Qurbonov        | UZB  | 16,25 PB  |
| 8     | Ryōma Yamamoto         | JPN  | 15,70     |

2. Oktober

### Kugelstoßen
| Platz | Athlet              | Land | Weite (m) |
| ----- | ------------------- | ---- | --------- |
| 1     | Sultan al-Habashi   | KSA  | 19,99 SB  |
| 2     | Chang Ming-huang    | TPE  | 19,97     |
| 3     | Inderjeet Singh     | IND  | 19,63     |
| 4     | Amin Nikfar         | IRI  | 19,02     |
| 5     | Ahmad Gholoum       | KUW  | 18,71 SB  |
| 6     | Meshari Suroor Saad | KUW  | 18,64 SB  |
| 7     | Wang Guangfu        | CHN  | 18,51     |
| 8     | Jung Il-woo         | KOR  | 18,17     |

2. Oktober

### Diskuswurf
| Platz | Athlet                    | Land | Weite (m) |
| ----- | ------------------------- | ---- | --------- |
| 1     | Ehsan Hadadi              | IRI  | 65,11     |
| 2     | Vikas Gowda               | IND  | 62,58     |
| 3     | Ahmed Mohamed Dheeb       | QAT  | 61,25 SB  |
| 4     | Mohammad Samimi           | IRI  | 60,37     |
| 5     | Wu Jian                   | CHN  | 58,82     |
| 6     | Sultan Mubarak al-Dawoodi | KSA  | 58,31     |
| 7     | Rashid Shafi al-Dosari    | QAT  | 56,79 SB  |
| 8     | Wu Tao                    | CHN  | 56,67 SB  |

30. September

### Hammerwurf
| Platz | Athlet                 | Land | Weite (m) |
| ----- | ---------------------- | ---- | --------- |
| 1     | Dilschod Nasarow       | TJK  | 76,82     |
| 2     | Wang Shizhu            | CHN  | 73,65 SB  |
| 3     | Wan Yong               | CHN  | 73,43 SB  |
| 4     | Ali Mohamed al-Zankawi | KUW  | 72,88     |
| 5     | Suhrob Xoʻjayev        | UZB  | 71,43 SB  |
| 6     | Lee Yoon-chul          | KOR  | 70,36     |
| 7     | Mergen Mämmedow        | TKM  | 68,68     |
| 8     | Chandrodaya Singh      | IND  | 66,98     |

27. September

### Speerwurf
| Platz | Athlet            | Land | Weite (m)   |
| ----- | ----------------- | ---- | ----------- |
| 1     | Zhao Qinggang     | CHN  | 89,15 GR AR |
| 2     | Ryōhei Arai       | JPN  | 84,42       |
| 3     | Ivan Zaysev       | UZB  | 83,68 SB    |
| 4     | Yukifumi Murakami | JPN  | 81,66 SB    |
| 5     | Cheng Chao-tsun   | TPE  | 81,61 PB    |
| 6     | Song Bin          | CHN  | 76,49       |
| 7     | Bobur Shokirjonov | UZB  | 76,34       |
| 8     | Park Jaem-young   | KOR  | 74,68       |

2. Oktober

### Zehnkampf
| Platz | Athlet           | Land | Punkte  |
| ----- | ---------------- | ---- | ------- |
| 1     | Keisuke Ushiro   | JPN  | 8088    |
| 2     | Leonid Andreyev  | UZB  | 7879 PB |
| 3     | Akihiko Nakamura | JPN  | 7828    |
| 4     | Dmitri Karpow    | KAZ  | 7749    |
| 5     | Hadi Sepehrzad   | IRI  | 7572    |
| 6     | Guo Qi           | CHN  | 7501    |
| 7     | Bae Sang-hwa     | KOR  | 7405 PB |
| 8     | Marat Khaydarov  | UZB  | 7073 PB |

30. September/1. Oktober

## Frauen

### 100 m
| Platz | Athlet             | Land | Zeit (s) |
| ----- | ------------------ | ---- | -------- |
| 1     | Wei Yongli         | CHN  | 11,48    |
| 2     | Chisato Fukushima  | JPN  | 11,49    |
| 3     | Olga Safronowa     | KAZ  | 11,50    |
| 4     | Wiktorija Sjabkina | KAZ  | 11,67    |
| 5     | Vũ Thị Hương       | VIE  | 11,68 SB |
| 6     | Yuan Qiqi          | CHN  | 11,68    |
| 7     | Maryam Tousi       | IRI  | 11,73    |
| 8     | Tassaporn Wannakit | THA  | 11,76    |

Finale: 28. September
Wind: −0,5 m/s

### 200 m
| Platz | Athlet              | Land | Zeit (s) |
| ----- | ------------------- | ---- | -------- |
| 1     | Olga Safronowa      | KAZ  | 23,02    |
| 2     | Wei Yongli          | CHN  | 23,27    |
| 3     | Chisato Fukushima   | JPN  | 23,45    |
| 4     | Lin Huijun          | CHN  | 23,53    |
| 5     | Maryam Tousi        | IRI  | 23,64 SB |
| 6     | Chandrika Rasnayake | SRI  | 23,65    |
| 7     | Wiktorija Sjabkina  | KAZ  | 23,69    |
| 8     | Vũ Thị Hương        | VIE  | 23,77    |

Finale: 1. Oktober
Wind: 0,0 m/s

### 400 m
| Platz | Athlet              | Land | Zeit (s) |
| ----- | ------------------- | ---- | -------- |
| 1     | Kemi Adekoya        | BHR  | 51,59    |
| 2     | Quách Thị Lan       | VIE  | 52,06 PB |
| 3     | M. R. Poovamma      | IND  | 52,36    |
| 4     | Chandrika Rasnayake | SRI  | 52,47 SB |
| 5     | Seika Aoyama        | JPN  | 53,20    |
| 6     | Mandeep Kaur        | IND  | 53,38    |
| 7     | Nguyễn Thị Huyền    | VIE  | 53,79    |
| 8     | Julija Rachmanowa   | KAZ  | 54,41    |

Finale: 28. September

### 800 m
| Platz | Athlet                | Land | Zeit (min) |
| ----- | --------------------- | ---- | ---------- |
| 1     | Margarita Mukaschewa  | KAZ  | 1:59,02 GR |
| 2     | Tintu Lukka           | IND  | 1:59,19 SB |
| 3     | Zhao Jing             | CHN  | 1:59,48 PB |
| 4     | Devi Sushma           | IND  | 2:01,92 PB |
| 5     | Genzeb Shumi          | BHR  | 2:03,83    |
| 6     | Wang Mei              | CHN  | 2:05,80    |
| 7     | Gayanthika Abeyrathne | SRI  | 2:06,21    |
| 8     | Rajaa Lemmadi         | BHR  | 2:08,75    |

Finale: 1. Oktober

### 1500 m
| Platz | Athlet              | Land | Zeit (min) |
| ----- | ------------------- | ---- | ---------- |
| 1     | Maryam Yusuf Jamal  | BHR  | 4:09,90    |
| 2     | Mimi Belete         | BHR  | 4:11,03    |
| 3     | Jaisha Orchatteri   | IND  | 4:13,46    |
| 4     | Sini Ajith Markose  | IND  | 4:17,12    |
| 5     | Liu Fang            | CHN  | 4:19,98    |
| 6     | Irina Moroz         | UZB  | 4:22,85    |
| 7     | Gulschanoi Satarowa | KGZ  | 4:24,16    |
| 8     | Oh Dal-nim          | KOR  | 4:25,47 PB |

Finale: 29. September
Die ursprüngliche Viertplatzierte Betlhem Desalegn aus den Vereinigten Arabischen Emiraten wurde im Nachhinein wegen eines Dopingvergehens disqualifiziert.

### 5000 m
| Platz | Athlet              | Land | Zeit (min)  |
| ----- | ------------------- | ---- | ----------- |
| 1     | Maryam Yusuf Jamal  | BHR  | 14:59,69    |
| 2     | Mimi Belete         | BHR  | 15:00,87 PB |
| 3     | Ding Changqin       | CHN  | 15:12,51 PB |
| 4     | Jaisha Orchatteri   | IND  | 15:18,30 PB |
| 5     | Riko Matsuzaki      | JPN  | 15:18,95 PB |
| 6     | Alia Saeed Mohammed | VAE  | 15:30,46    |
| 7     | Misaki Onishi       | JPN  | 15:37,60    |
| 8     | Preeja Sreedharan   | IND  | 15:39,52 SB |

2. Oktober
Die ursprüngliche Zehntplatzierte Betlhem Desalegn aus den Vereinigten Arabischen Emiraten wurde im Nachhinein wegen eines Dopingvergehens disqualifiziert.

### 10.000 m
| Platz | Athlet              | Land | Zeit (min)  |
| ----- | ------------------- | ---- | ----------- |
| 1     | Alia Saeed Mohammed | VAE  | 31:51,86 NR |
| 2     | Ding Changqin       | CHN  | 31:53,09 PB |
| 3     | Ayumi Hagiwara      | JPN  | 31:55,67    |
| 4     | Sitora Hamidova     | UZB  | 32:12,54 PB |
| 5     | Jia Chaofeng        | CHN  | 32:21,74 SB |
| 6     | Eunice Chumba       | BHR  | 32:27,69 PB |
| 7     | Preeja Sreedharan   | IND  | 32:29,17 SB |
| 8     | Kasumi Nishihara    | JPN  | 32:41,49    |

27. September

### Marathon
| Platz | Athlet                | Land | Zeit (h)   |
| ----- | --------------------- | ---- | ---------- |
| 1     | Eunice Jepkirui Kirwa | BHR  | 2:25:37 SB |
| 2     | Ryōko Kizaki          | JPN  | 2:25:50    |
| 3     | Lishan Dula           | BHR  | 2:33:13    |
| 4     | Eri Hayakawa          | JPN  | 2:33:14    |
| 5     | Yue Chao              | CHN  | 2:33:20    |
| 6     | He Yinli              | CHN  | 2:33:46    |
| 7     | Kim Hye-gyong         | PRK  | 2:36:38    |
| 8     | Kim Seong-eun         | KOR  | 2:38:16    |

2. Oktober

### 20 km Gehen
| Platz | Athlet                | Land | Zeit (h)   |
| ----- | --------------------- | ---- | ---------- |
| 1     | Wang Zhen             | CHN  | 1:31:06    |
| 2     | Khushbir Kaur         | IND  | 1:33:07    |
| 3     | Jeon Yeong-eun        | KOR  | 1:33:18 PB |
| 4     | Nie Jingjing          | CHN  | 1:34:54    |
| 5     | Rei Inoue             | JPN  | 1:36:21    |
| 6     | Ching Siu Nga         | HKG  | 1:41:50    |
| 7     | Chang Chia-Feng       | TWN  | 1:43:02 SB |
|       | Nguyễn Thị Thanh Phúc | VIE  | DSQ        |

28. September

### 100 m Hürden
| Platz | Athlet                | Land | Zeit (s) |
| ----- | --------------------- | ---- | -------- |
| 1     | Wu Shuijiao           | CHN  | 12,72 PB |
| 2     | Sun Yawei             | CHN  | 13,05 SB |
| 3     | Ayako Kimura          | JPN  | 13,25    |
| 4     | Jung Hye-lim          | KOR  | 13,39    |
| 5     | Valentina Kibalnikova | UZB  | 13,47    |
| 6     | Lee Yeon-kyung        | KOR  | 13,73    |
|       | Anastassija Pilipenko | KAZ  | DNF      |
|       | Dedeh Erawati         | INA  | DSQ      |

Finale: 1. Oktober
Wind: 0,0 m/s

### 400 m Hürden
| Platz | Athlet          | Land | Zeit (s) |
| ----- | --------------- | ---- | -------- |
| 1     | Kemi Adekoya    | BHR  | 55,77    |
| 2     | Satomi Kubokura | JPN  | 56,21 SB |
| 3     | Xiao Xia        | CHN  | 56,59 SB |
| 4     | Ashwini Akkunji | IND  | 57,52    |
| 5     | Marina Saiko    | KAZ  | 58,55    |
| 6     | Cai Minjia      | CHN  | 59,78    |
| 7     | Jo Eun-ju       | KOR  | 59,89    |
| 8     | Natalya Asanova | UZB  | 60,42    |

Finale: 1. Oktober

### 3000 m Hindernis
| Platz | Athlet          | Land | Zeit (min)  |
| ----- | --------------- | ---- | ----------- |
| 1     | Ruth Jebet      | BHR  | 09:31,36 GR |
| 2     | Li Zhenzhu      | CHN  | 09:35,23    |
| 3     | Lalita Babar    | IND  | 09:35,37 PB |
| 4     | Sudha Singh     | IND  | 09:35,64 PB |
| 5     | Rini Budiarti   | INA  | 09:49,46 PB |
| 6     | Misaki Sango    | JPN  | 09:52,26    |
| 7     | Mayuko Nakamura | JPN  | 10:08,67    |
| 8     | Irina Moroz     | UZB  | 10:32,89    |

27. September

### 4 × 100 m Staffel
| Platz | Land                | Athleten                                                                      | Zeit (s) |
| ----- | ------------------- | ----------------------------------------------------------------------------- | -------- |
| 1     | Volksrepublik China | Tao Yujia Kong Lingwei Lin Huijun Wei Yongli                                  | 42,83 GR |
| 2     | Kasachstan          | Swetlana Iwantschukowa Wiktorija Sjabkina Anastassija Tulapina Olga Safronowa | 43,90    |
| 3     | Japan               | Anna Fujimori Kana Ichikawa Masumi Aoki Chisato Fukushima                     | 44,05    |
| 4     | Thailand            | Phatsorn Jaksuninkorn Phensri Chairoek Tassaporn Wannakit Nongnuch Sanrat     | 44,39 SB |
| 5     | Südkorea            | Lee Sun-ae Kang Da-seul Joung Han-sol Kim Min-ji                              | 44,60 NR |
| 6     | Indien              | Sharadha Narayana Asha Roy Srabani Nanda H. M. Jyothi                         | 44,91    |
| 7     | Taiwan              | Syu Yong-jie Liao Ching-hsien Ko Ching-ting Hu Chia-chen                      | 44,99    |
| 8     | Hongkong            | Fong Yee Pui Leung Hau Sze Lui Lai Yiu Lam On Ki                              | 46,14 SB |

2. Oktober

### 4 × 400 m Staffel
| Platz | Land                | Athleten                                                              | Zeit (min) |
| ----- | ------------------- | --------------------------------------------------------------------- | ---------- |
| 1     | Indien              | Priyanka Pawar Tintu Lukka Mandeep Kaur M. R. Poovamma                | 3:28,68 GR |
| 2     | Japan               | Seika Aoyama Nanako Matsumoto Kana Ichikawa Asami Chiba               | 3:30,80 SB |
| 3     | Volksrepublik China | Li Manyuan Wang Huan Chen Jingwen Cheng Chong                         | 3:32,02 SB |
| 4     | Thailand            | Pornpan Hoemhuk Atchima Eng-Chuan Karat Srimuang Treewadee Yongphan   | 3:33,16 NR |
| 5     | Vietnam             | Nguyễn Thị Huyền Nguyễn Thị Thúy Nguyễn Thị Oanh Quách Thị Lan        | 3:33,20 NR |
| 6     | Kasachstan          | Marina Masljonko Julija Rachmanowa Elina Michina Margarita Mukaschewa | 3:36,83 SB |
| 7     | Südkorea            | Min Ji-hyun Oh Se-ra Park Mi-jin Jo Eun-ju                            | 3:39,90 NR |
| 8     | Singapur            | Tyra Summer Ree Shanti Pereira Goh Chui Ling Dipna Lim Prasad         | 3:49,97    |

2. Oktober

### Hochsprung
| Platz | Athlet            | Land | Höhe (m) |
| ----- | ----------------- | ---- | -------- |
| 1     | Svetlana Radzivil | UZB  | 1,94     |
| 2     | Zheng Xingjuan    | CHN  | 1,92 SB  |
| 3     | Nadiya Dusanova   | UZB  | 1,89     |
| 4     | Marina Aitowa     | KAZ  | 1,85 SB  |
| 5     | Wanida Boonwan    | THA  | 1,85 SB  |
| 6     | Zhang Luyu        | CHN  | 1,85 SB  |
| 7     | Phạm Thị Diễm     | VIE  | 1,80     |
| 8     | Sahana Kumari     | IND  | 1,80     |

2. Oktober

### Stabhochsprung
| Platz | Athlet               | Land | Höche (m) |
| ----- | -------------------- | ---- | --------- |
| 1     | Li Ling              | CHN  | 4,35 =GR  |
| 2     | Tomomi Abiko         | JPN  | 4,25 SB   |
| 3     | Lim Eun-ji           | KOR  | 4,15 SB   |
| 4     | Choi Ye-eun          | KOR  | 4,05      |
| 4     | Xu Huiqin            | CHN  | 4,05      |
| 6     | Sukanya Chomchuendee | THA  | 3,90      |

30. September

### Weitsprung
| Platz | Athlet              | Land | Weite (m) |
| ----- | ------------------- | ---- | --------- |
| 1     | Maria Natalia Londa | INA  | 6,55 PB   |
| 2     | Bùi Thị Thu Thảo    | VIE  | 6,44      |
| 3     | Yanfei Jiang        | CHN  | 6,34      |
| 4     | Jung Soon-ok        | KOR  | 6,34      |
| 5     | Bae Chan-mi         | KOR  | 6,34 SB   |
| 6     | Lu Minjia           | CHN  | 6,38      |
| 7     | Darya Reznichenko   | UZB  | 6,25      |
| 8     | Maliakhal Prajusha  | IND  | 6,23 SB   |

29. September

### Dreisprung
| Platz | Athlet                | Land | Weite (m) |
| ----- | --------------------- | ---- | --------- |
| 1     | Olga Rypakowa         | KAZ  | 14,32     |
| 2     | Aleksandra Kotlyarova | UZB  | 14,05 SB  |
| 3     | Irina Ektowa          | KAZ  | 13,77     |
| 4     | Li Yanmei             | CHN  | 13,71     |
| 5     | Deng Lina             | CHN  | 13,71     |
| 6     | Thitima Muangjan      | THA  | 13,68     |
| 7     | Anastasiya Juravlyeva | UZB  | 13,64 SB  |
| 8     | Trần Huệ Hoa          | VIE  | 13,58     |

1. Oktober

### Kugelstoßen
| Platz | Athlet            | Land | Weite (m) |
| ----- | ----------------- | ---- | --------- |
| 1     | Gong Lijiao       | CHN  | 19,06     |
| 2     | Leila Rajabi      | IRI  | 17,80     |
| 3     | Guo Tianqian      | CHN  | 17,52     |
| 4     | Lin Chia-ying     | TWN  | 17,48 NR  |
| 5     | Safiya Burxonova  | UZB  | 16,95 SB  |
| 6     | Lee Mi-young      | KOR  | 16,65     |
| 7     | Yelena Smolyanova | UZB  | 15,45     |
| 8     | Noora Salem Jasim | BHR  | 15,16 NR  |

27. September

### Diskuswurf
| Platz | Athlet           | Land | Weite (m) |
| ----- | ---------------- | ---- | --------- |
| 1     | Seema Antil      | IND  | 61,03     |
| 2     | Lu Xiaoxin       | CHN  | 59,35     |
| 3     | Tan Jian         | CHN  | 59,03     |
| 4     | Krishna Poonia   | IND  | 55,57     |
| 5     | Subenrat Insaeng | THA  | 54,77     |
| 6     | Li Tsai-yi       | TWN  | 52,46     |
| 7     | Jeong Ye-lim     | KOR  | 49,65     |
| 8     | Hiba Omar        | SYR  | 45,81 NR  |

29. September

### Hammerwurf
| Platz | Athlet               | Land | Weite (m) |
| ----- | -------------------- | ---- | --------- |
| 1     | Zhang Wenxiu         | CHN  | 77,33     |
| 2     | Wang Zheng           | CHN  | 74,16     |
| 3     | Manju Bala           | IND  | 60,47     |
| 4     | Masumi Aya           | JPN  | 59,84     |
| 5     | Kang Na-ru           | KOR  | 58,80     |
| 6     | Anastasiya Aslanidu  | UZB  | 55,21 PB  |
| 7     | Panwat Gimsrang      | THA  | 52,69     |
| 8     | Bashayer al-Quraishi | QAT  | 38,36     |

28. September
Zhang Wenxiu wurde unmittelbar bei den Spielen positiv auf das Dopingmittel Zeranol getestet. Ihre gewonnene Goldmedaille musste sie zurückgeben. Im Mai 2015 wurde sie jedoch rehabilitiert, weil der Befund auf kontaminierte Lebensmittel zurückzuführen war.

### Speerwurf
| Platz | Athlet           | Land | Weite (m) |
| ----- | ---------------- | ---- | --------- |
| 1     | Zhang Li         | CHN  | 65,47 GR  |
| 2     | Li Lingwei       | CHN  | 61,43     |
| 3     | Annu Rani        | IND  | 59,53 PB  |
| 4     | Yuki Ebihara     | JPN  | 58,72 SB  |
| 5     | Nadeeka Lakmali  | SRI  | 57,71     |
| 6     | Kim Kyung-ae     | KOR  | 56,07     |
| 7     | Natta Nachan     | THA  | 52,16 SB  |
| 8     | Saowalak Pettong | THA  | 46,45     |

1. Oktober

### Siebenkampf
| Platz | Athlet               | Land | Punkte  |
| ----- | -------------------- | ---- | ------- |
| 1     | Yekaterina Voronina  | UZB  | 5912 PB |
| 2     | Wang Qingling        | CHN  | 5856    |
| 3     | Yuliya Tarasova      | UZB  | 5482    |
| 4     | Sushmitha Singha Roy | IND  | 5194    |
| 5     | Swapna Barman        | IND  | 5178    |
| 6     | Sepideh Tavakoli     | IRI  | 5053    |
| 7     | Huang Yu-ting        | TWN  | 5039    |
| 8     | Jeong Yeon-jin       | KOR  | 4975 PB |

28./29. September

## Abkürzungen
| - WR = Weltrekord - WJR = Juniorenweltrekord - OR = olympischer Rekord - YOR = olympischer Jugendrekord - AR = Kontinentalrekord - AJR = Juniorenkontinentalrekord - NR = nationaler Rekord - NJR = nationaler Juniorenrekord - CR = Meisterschaftsrekord - MR = Veranstaltungsrekord | - WB = Weltbestleistung - WJB = Juniorenweltbestleistung - WYB = Jugendweltbestleistung - AB = Kontinentbestleistung - AJB = Juniorenkontinentalbestleistung - AYB = Jugendkontinentalbestleistung - NB = nationale Bestleistung - NJB = nationale Juniorenbestleistung - NYB = nationale Jugendbestleistung | - PB = persönliche Bestleistung - SB = persönliche Saisonbestleistung - QB = Qualifikationsbestleistung - WL = Weltjahresbestleistung - WJL = Juniorenweltjahresbestleistung - WYL = Jugendweltjahresbestleistung - DSQ = disqualifiziert (engl. Disqualified) - DNS = Wettkampf nicht angetreten (engl. Did Not Start) - DNF = Wettkampf nicht beendet (engl. Did Not Finish) |

## Medaillenspiegel
| Platz  | Land                         | Gold | Silber | Bronze | Gesamt |
| ------ | ---------------------------- | ---- | ------ | ------ | ------ |
| 1      | Volksrepublik China          | 15   | 13     | 11     | 39     |
| 2      | Bahrain                      | 9    | 6      | 3      | 18     |
| 3      | Katar                        | 6    | -      | 3      | 9      |
| 4      | Japan                        | 3    | 12     | 8      | 23     |
| 5      | Kasachstan                   | 3    | 1      | 2      | 6      |
| 6      | Indien                       | 2    | 4      | 7      | 13     |
| 7      | Usbekistan                   | 2    | 2      | 3      | 7      |
| 8      | Saudi-Arabien                | 2    | 1      | 1      | 4      |
| 9      | Iran                         | 1    | 1      | -      | 2      |
| 10     | Irak                         | 1    | -      | 1      | 2      |
| 11     | Indonesien                   | 1    | -      | -      | 1      |
| 11     | Tadschikistan                | 1    | -      | -      | 1      |
| 11     | Vereinigte Arabische Emirate | 1    | -      | -      | 1      |
| 14     | Südkorea                     | -    | 4      | 6      | 10     |
| 15     | Vietnam                      | -    | 2      | -      | 2      |
| 16     | Chinesisch Taipeh            | -    | 1      | -      | 1      |
| 17     | Hongkong                     | -    | -      | 1      | 1      |
| 17     | Thailand                     | -    | -      | 1      | 1      |
| Gesamt | Gesamt                       | 47   | 47     | 47     | 141    |